# Kyjov (ort i Tjeckien, Södra Mähren)
Kyjov är en stad i Tjeckien.   Den ligger i distriktet Okres Hodonín och regionen Södra Mähren, i den sydöstra delen av landet, 230 km sydost om huvudstaden Prag. Kyjov ligger 191 meter över havet och antalet invånare är 12 191.
Terrängen runt Kyjov är platt åt sydväst, men åt nordost är den kuperad. Runt Kyjov är det ganska tätbefolkat, med 230 invånare per kvadratkilometer. Närmaste större samhälle är Hodonín, 17,9 km söder om Kyjov. Trakten runt Kyjov består till största delen av jordbruksmark.